# Djibo Hamani
Djibo Hamani, né en 1943 à Tahoua, est un historien nigérien spécialiste du Soudan central, c'est à dire du Sahel et du Sahara central à l’époque moderne, et notamment des régions de l'Ader (Tahoua) et de l’Aïr. Il appartient à la première génération d'historiens nigériens formés après l'indépendance du pays. L'Université Djibo Hamani de Tahoua, créée en juillet 2010, a été nommée en son honneur.

## Biographie
Djibo Hamani est né en 1943 à Tahoua. Il est le fils de Mallam Hamani Abubakar, un érudit originaire de Safa (Niger Ouest) qui étudia les sciences coraniques dans le Bornou, une région connue pour la notoriété de ses savants, avant de s'installer à l'âge adulte à Tahoua, devenu un carrefour d’immigrants haoussas du Nigeria anglais, d'Arabes et de Touaregs ,. Sa mère, Sa'adatu Ahmadu, est la fille d’Ahmad Amajagh, plus connu en Ader et au Nigeria sous le nom de Dan Modibo parce que son père, Shaykh Alhuseini, était l'imam de la ville de Gwadabawa, alors un centre militaire majeur du sultanat de Sokoto. 
Orphelin à quatre ans, Djibo Hamani entre à l’école coranique comme tous les enfants de son quartier, avant d'être contraint par des agents de l’administration coloniale de s'inscrire à l’école française ; il continue toutefois en parallèle à suivre l’enseignement coranique.

### Études supérieures en France
Alors qu’il est au Lycée National à Niamey, devenue ensuite lycée Issa Korombé, il gagne un concours inter-africain, réservé aux ressortissants de l'ex-AOF, qui lui permet de venir passer des vacances en France, où il se trouve au moment de la proclamation de  l'indépendance du Niger en 1960. Après son  baccalauréat en 1961, il poursuit ensuite ses études en France. En effet, bien qu'un ministère de l’Éducation publique et de la Jeunesse ait été créé en 1957, à la fin de l’époque coloniale, par le premier Conseil du gouvernement du territoire du Niger, au lendemain de l’indépendance il n’existe aucun centre d’enseignement supérieur pour les 51 étudiants nigériens alors recensés qui poursuivent tous leurs études à l'extérieur.  Djibo Hamani commence un cycle de propédeutique  en histoire-géographie à Dijon pendant un an, puis à la Sorbonne, avant d'obtenir une licence ès lettres.  

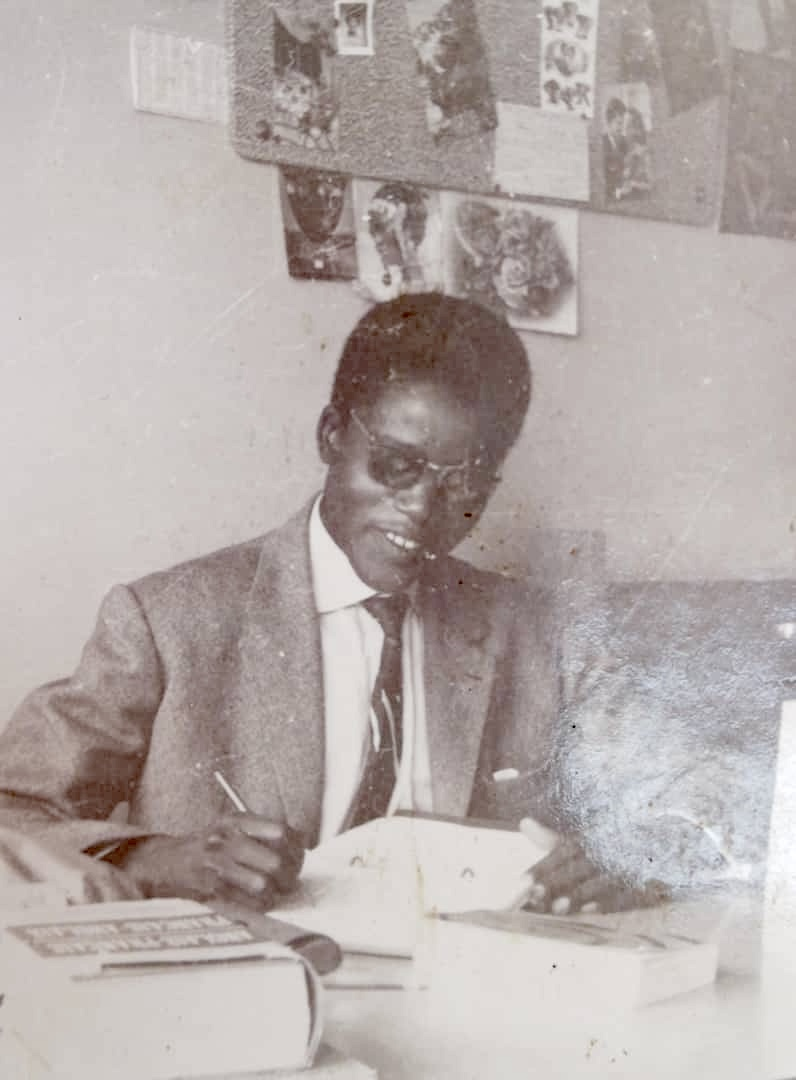
Djibo Hamani jeune à son bureau

De retour au Niger pour les vacances, il est contraint par les autorités nigériennes à rester dans le pays et à ne pas retourner en France poursuivre ses études pour avoir participé à des manifestations en France et pour avoir fait partie du bureau de la FEANF. En effet, le gouvernements nigériens est à cette époque très suspicieux à l'égard de ceux qui étudient l'étranger.  Pendant ses deux ans de séjour forcé, il mène une série d'enquêtes orales dans sa région d'origine, l'Ader, sous couvert du Centre d'études linguistiques et historiques par tradition orale (CRDTO), nouvellement créé en 1967 dont le but est la collecte, l'archivage, la transcription, la publication et l'étude des traditions en langues africaines. Les enquêtes orales qu'il réalise alors  dans ce cadre stimulent son goût pour la recherche et seront pour une part à l'origine de sa volonté de s'inscrire en thèse de troisième cycle.  
En 1968, il est finalement autorisé à repartir en France où il commence à préparer le CAPES d'histoire-géographie à l’université de Grenoble, qu'il obtient à sa seconde tentative. Il réalise son stage en enseignant dans l’académie de Marseille pendant une année, de la classe de sixième à la classe de terminale.  
À la suite de ses enquêtes réalisées en 1967-1968, il publie en 1969 le premier article d'histoire écrit par un Nigérien dans une revue scientifique nationale, en l'occurrence dans le premier numéro de la revue Mu kara sani, bulletin du centre nigérien de recherches en Sciences humaines, dont le but est, selon l'éditorial de Diouldé Laya (en), de faire connaître à un public plus large la naissance d'une recherche réalisée par de « jeunes chercheurs nigériens qui dans les domaines de la sociologie, de l'histoire et de la linguistique prennent la relève des chercheurs étrangers ».

### Thèse de troisième cycle
En 1971, il s’inscrit en thèse de troisième cycle d’histoire à l’université d’Aix-en-Provence sous la direction du professeur Jean-Louis Miège. Djibo Hamani et André Salifou, qui prépare un doctorat sous la direction de Jacques Godechot à l’université de Toulouse, sont les deux premiers Nigériens à préparer une thèse d’histoire.  
Pour son travail de doctorat, il réalise, entre 1971 et 1975, des enquêtes orales principalement en langue haoussa, dans de nombreuses villes et villages de l'Ader. Il conduit des entretiens à Abalak, Adouna, Agadès, Agulum, Al-Baraka, Bagga, Birni N'Konni, Birnin Adar, Buji, Buza, Cediya, Dar-es-Salam, Darei, Darge, Daulle, Gidan dan Gwari, Illéla, In-Gall, Jibale, Kabima, Kalfu, Kartela-Faska, Keita, Kuraye (Nigéria), Kwallama, Laba, Mambe, Mogar, Sakkarawa, Sokole, Takwashi, Tamaske-Sabongida, Tchinkaki, Toulouki, Tullu, Zangarata, dont les enregistrements sont aujourd'hui conservés dans ses archives. En effet, il enregistre la plupart de ces entretiens sur cassette audio et en retranscrit – et parfois traduit – le contenu en français dans des centaines de fiches bristol. De la même manière, il fiche les ouvrages qu'il lit, les sources qu'il consulte, notamment aux archives nationales du Niger à Niamey,  puis classe thématiquement l'ensemble selon une méthodologie caractéristique des historiens français de la première moitié du xxe siècle, qui trouve sa source dans les instructions de Langlois et de Seignobos.  
En janvier-février 1972, les élèves et étudiants nigériens au Niger et à Paris se mobilisent contre la visite du président français Georges Pompidou et contre l'impérialisme français. Les étudiants nigériens en France, dont Djibo Hamani, participent aussi régulièrement aux manifestations étudiantes avec l'UNEF, le MRAP, les maoïstes ou le PSU. En 1973, la mobilisation s'amplifie pour protester contre la situation alimentaire dans un pays dont le régime autoritaire d'Hamani Diori est alors très impopulaire, ce qui déclenche une forte répression contre ceux que le quotidien Le Temps du Niger accuse de « poignarder la Nation dans le dos » alors que « les caprices de la nature frappent » le pays. De nombreux étudiants et enseignants sont arrêtés et mis en prison, et d'autres dont Djibo Hamani sont envoyés en province, notamment à Tahoua, Agadez et Zinder, pour enseigner dans les collèges. Le régime d'Hamani Diori est finalement renversé par le d'État du lieutenant-colonel Seyni Kountché le 15 avril 1974. 
Le 10 juin 1975, à l'université d'Aix-en-Provence, Djibo Hamani soutient sa thèse de doctorat de troisième cycle intitulée Contribution à l'étude des États hausa : l'Adar précolonial, République du Niger, devant un jury composé de Raymond Mauny qui le préside, de Jean-Louis Miège son directeur de thèse, et de Marceau Gast directeur de recherche au CNRS, thèse pour laquelle il obtient la mention très bien. Elle est publiée en 1975 dans la collection Études nigériennes de l'Institut de recherche en sciences humaines. L'une des spécificités de cet ouvrage sur une région où d'autres travaux avaient déjà été menés est de combiner sources d'archives, sources manuscrites en langue arabe rédigées à Agadès, Sokoto et dans la région, et sources et traditions orales.

### Thèse d'État
Djibo Hamani s’inscrit en thèse d'État en 1977, au centre de recherche africaine de l'Université Paris-I-Panthéon-Sorbonne, sous la direction du professeur Yves Person. Son travail bénéficie de deux bourses du ministère de la Coopération français qui lui permettent deux longs séjours à Paris, en 1977 et 1982, et d'un financement de l'UNESCO qui lui permet, en 1980, un séjour d’une année universitaire au Nigéria à Arewa house (en) où sont rassemblés des milliers de manuscrits en langues arabe et haoussa, ainsi qu'à Sokoto, dans les universités de Kano et Zaria et dans plusieurs villes où il échange avec les érudits de culture islamique et avec des enseignants britanniques, soudanais ou nigérians comme Yusuf Bala Usman, Mahdi Adamu et Abdullahi Smith, de son nom de naissance H. F. C. Smith (en).  
Entre 1978 et 1982, lors d'enquêtes de terrain, il réalise de nombreux entretiens en haoussa et en tamasheq dans la région de l'Aïr, notamment dans les villes, villages et campements d'Abandoq, Afassa, Agadès, Agaraigarai, Akoteki, Arlit, Arzarori, Bagga, Doguerawa, Egandawal, Iférouane, Illéla, In-Gall, Keita, Kwallama, Maranda, Sakarawa, Talat, Tarazzena, Timia et Zinder. Il utilise les mêmes pratiques méthodologiques que pour sa thèse de troisième cycle, enregistrant régulièrement ses entretiens sur cassettes audio et consignant ses notes sur la bibliographie, les archives, ainsi que ses transcriptions, traductions et analyses de ses entretiens dans des fiches érudites.  
Après la mort prématurée d'Yves Person en 1982, Jean Devisse accepte de reprendre la direction de sa thèse, qu’il soutient le 23 mars 1985 sous le titre Au carrefour du Soudan et de la Berbérie : le sultanat touareg de l'Ayar,  pour laquelle il obtient la mention très honorable. Dans ce travail, publié en 1989 aux éditions Karthala, Djibo Hamani fait œuvre pionnière, comme le souligne Edmond Bernus dans sa recension de l'ouvrage qui en est tiré, en montrant que le Sahara « n'a jamais constitué un isolat biologique, culturel, politique ou économique, mais fut au contraire un lieu de rencontre, de convergence, à partir des quatre points cardinaux et pas seulement selon un axe nord-sud trop souvent exclusivement envisagé. »

### Carrière universitaire et politique
En 1974, Djibo Hamani commence sa carrière professionnelle comme secrétaire général du ministère de l'éducation nationale du Niger. En 1976, il devient maitre assistant à l'université Abdou-Moumouni de Niamey qui avait été créée en 1971. En 1977, il est nommé directeur de l'Institut de recherche en sciences humaines (IRSH) de l'université Abdou-Moumouni de Niamey et directeur du département d'histoire. 
En 1989-19090, il s’inscrit à l’université al-Azhar et à l’université américaine au Caire pour poursuivre sa formation et améliorer sa connaissance de la langue arabe, L'organisation de la coopération islamique  le nomme recteur de l’université islamique du Niger mais il démissionne au bout d’un an à peine, en protestation du comportement de ses financiers et reprend son enseignement à l’université nationale. En 1993, il devient professeur des université du CAMES à l'Université Abdou Moumouni.
Il est aussi très impliqué dans la vie politique du Niger comme analyste, mais aussi parfois comme acteur. Entre février 1990 et août 1991, les gouvernements du Bénin, puis  du Gabon, du Mali, du Togo, du Niger et du Zaïre organisent des conférences nationales souveraines sous la pression des forces démocratiques et des mouvements sociaux qui demandent une démocratisation de la vie politique. Au Niger, le président Ali Saibou s’y est résolu malgré l’opposition d’une partie de l’armée. Dès le lendemain de son ouverture, le 28 mai 1991, la conférence se déclare souveraine, suspend la constitution et prononce la dissolution de l’Assemblée nationale et du gouvernement. La conférence est dirigée par un présidium de neuf membres choisis parmi les participants et élus par l’assemblée en séance plénière. Le 6 août a lieu l'élection du président du présidium qui oppose deux historiens : Djibo Hamani et André Salifou. À la dernière minute, le premier se désiste au profit du second, qui ne peut contenir son émotion et, au moment de prendre la parole, fond en larmes. Par la suite, Djibo Hamani continuera à participer au débat et dirigera la commission Éducation, mais considérera cette conférence comme un échec au vu des acteurs qui la dominent. 
Lorsque le président Mamadou Tandja tente en 2009 d'imposer un troisième mandat, alors que cela est interdit par la Constitution, lors du mouvement tazarché (continuité en haoussa), Djibo Hamani est l'un des rares professeurs d'université à s'y opposer publiquement. Après le coup d'État qui renverse le président, il est nommé par le Conseil national consultatif député du parlement de transition de 2010 à 2011. En 2011, le président Mahamadou Issoufou le nomme conseiller spécial à la présidence de la République avec rang de ministre.
En 2010, il est fait chevalier de la Légion d’Honneur en France et son nom est donnée en 2022 à la nouvelle université de Tahoua.

## Documentations et traitements de ses archives privées
En juin 2021, Djibo Hamani confie les archives liées à la production de ses deux thèses, composées de cassettes sonores et de fiches érudites cartonnées, à l'historienne Camille Lefebvre en vue de leur numérisation. Le traitement documentaire et archivistique est assuré par le service des archives de la médiathèque de la Maison Méditerranéenne des Sciences de l'Homme à Aix-en-Provence et est réalisé par Véronique Ginouvès et Jean Mambré, dans le cadre d'un financement du Conseil européen de la recherche. 
L'inventaire du fonds est aujourd'hui consultable sur Calames, le Catalogue en ligne des archives et manuscrits de l'enseignement supérieur. Le fonds contient 94 enregistrements sonores d'une durée totale de 67 heures, et 1911 prises de vues des fiches érudites de Djibo Hamani.

## Publications

### Ouvrages personnels

#### Ouvrages d'histoire
- L'Adar précolonial, République du Niger : contribution à l'étude de l'histoire des États haussa, Niamey, Institut de recherche en sciences humaines, coll. « études nigériennes » (no 38), 1975, 277 p. (ISBN 2-85921-038-5) réédité à Paris, L’Harmattan, 2006, 265p.  (ISBN 2-296-00214-5).
- Au carrefour du Soudan et de la Berbérie, le sultanat touareg de l'Ayar, Niamey, Institut de recherches en sciences humaines, coll. « études nigériennes » (no 55), 1989, 521 p. (ISBN 2-85921-055-5). réédité à Paris, L’Harmattan, 2006, 521 p.  (ISBN 2-296-00215-3).
- L'islam au Soudan central : Histoire de l'islam au Niger du VIIe siècle au XIXe siècle, Paris, L'Harmattan, 2007, 338 p. (ISBN 978-2-296-02971-2).
- Quatorze siècles d'histoire du Soudan Central : Niger du VIIe siècle au XIXe siècle, Niamey, Éditions Alpha, 2012, 512 p. (ISBN 9782845510944).

#### Essais
- Écrits sur l'islam, Niamey, Éditions Gashingo, 2020, 161 p. (ISBN 9782372350846).
- Changer de cap pour renaître un impératif, Niamey, Éditions Gashingo, 2021, 172 p. (ISBN 978-2-37235-191-1).

### Direction ou participation à des ouvrages collectifs
- Association des historiens nigériens, Histoire de l'espace nigérien : Etat des connaissance. Actes du premier colloque de l'association des historiens nigériens tenu à Niamey du 19 au 22 juin 1999, Clamecy, Éditions Daouda, 2006, 353 p. (ISBN 978-2-913733-39-8).
- Kammalallen tarihin Afirka. Juzu'i na 1, dabarun rubuta tarihi da kuma labarin Afirka gabanin tarihi/Kwamitin UNESCO na Masana na Kasashen Duniya don Rubita Kammalallen Tarihin Afirka [traduction haoussa : General history of Africa. Vol. 1, methodology and African prehistory (Édition abrégée, sans bibliographie ni index)], Sokoto, Usmanu Danfodiyo University Press, 1991, 345 p.  (ISBN 2-7087-0519-9)

### Principaux articles scientifiques
- « Histoire d'une région du Niger : l'Adar du XVIe au XIXe siècle », Mu Kaara Sani, n°1, 1969, p. 10-13.
- « Stratégies politiques et règles de succession de l'Ayar précolonial »,  Journal des Africanistes, 62-2, 1992, p. 105-112. Lire en ligne

### Articles d'intervention dans la presse
- « Réflexion d'un citoyen nigérien sur la situation actuelle et proposition pour en sortir », Haske, n°1, Niamey, 10 juin 1990.
- « L’État et la nation: une question d'actualité », Niyya, n°3,12 mars 1994.
- « L'islamisation de l'espace nigérien » , L'Avenir, n°04, 27 décembre 1994, p. 8.
- « Politique nationale: de la nécessité et de l'urgence d'un changement de cap », Sahel Dimanche, n°616, 24 mars 1995, p. 9.